# 朴新陽
朴新陽（韓語：박신양，1968年11月1日—），韓國男演員，常見中文譯名為朴信陽。

## 經歷
朴新陽出道電影為1996年的《琉璃》，並於同年取得第17屆青龍獎最佳新人男演員獎。1997年演出電影《情書》（女主角為崔真實），獲得多項獎項肯定。於1998年出演《約定》（女主角為全道嬿），同年取得第19屆青龍獎最佳男主角獎及人氣獎。
他於2004年演出的電視劇《巴黎戀人》令他的事業更上一層樓，該劇創下超過50％的收視率，被譽為「國民電視劇」。2007年的電影及電視作品分別為《耀眼時刻》和《錢的戰爭》，後者在韓國獲得非常高的收視及人氣，並讓他擊敗《太王四神記》的裴勇俊，獲得第44屆百想藝術大賞電視部門「最佳男演員」的大賞榮譽。

## 演出作品

### 電視劇
- 1996年：MBC《蘋果樹香氣》
- 1997年：MBC《若我們相愛》
- 1998年：SBS《我心蕩漾》飾 徐俊偉
- 1998年：SBS《等你求婚》
- 2004年：SBS《巴黎戀人》飾 韓啟柱
- 2007年：SBS《錢的戰爭》飾 金國度
- 2007年：SBS《錢的戰爭（番外篇）》
- 2008年：SBS《風之畫師》飾 金弘道
- 2011年：SBS《Sign》飾 尹志勳
- 2016年：KBS《鄰家律師趙德浩》飾 趙德浩
- 2019年：KBS《鄰家律師趙德浩2：罪與罰》飾 趙德浩

### 電影
- 1996年：《琉璃》饰演 Yuri
- 1997年：《毒藥》饰演 正日
- 1997年：《仙人掌旅館》饰演 金锡泰
- 1997年：《情書》饰演 赵焕宇
- 1998年：《約定》饰演 孔尚斗
- 1999年：《白色情人節》饰演 贤俊
- 2000年：《雙生警賊》饰演 李海植/李海哲
- 2001年：《純美的相遇》饰演 徐俊夏
- 2001年：《大佬鬥和尚》饰演 在圭
- 2003年：《四人餐桌》饰演 姜正元
- 2004年：《首爾大劫案》饰演 崔昌赫 / 崔昌浩
- 2007年：《耀眼時刻》饰演 禹钟大
- 2012年：《G計畫 Miss GO》饰演 白奉南（客串）
- 2013年：《老大靈不靈》饰演 朴光浩
- 2024年：《三天》饰演 车胜道

## 獎項
- 1996年：第17屆青龍獎－最佳新人男演員獎（琉璃）
- 1997年：第11屆基督教文化大賞－電影類獎
- 1998年：第18屆影評獎－新人男演員獎、人氣演員獎（情書）
- 1998年：第21屆黃金攝影獎（朝鲜语：황금촬영상）－最高人氣獎
- 1998年：第34屆百想藝術大賞－人氣獎（情書）
- 1998年：第19屆青龍獎－最佳男主角獎及人氣獎（約定）
- 1999年：第7屆春史電影賞－男演員獎（約定）
- 2004年：Brand Olympic Super Brand品牌奧林匹克超級品牌－男演員部門
- 2004年：第5屆大韓民國影像大賞－電影演員類　最上鏡頭獎
- 2004年：SBS演技大賞－大賞（與金諪恩）及十大明星獎（巴黎戀人）
- 2007年：SBS演技大賞－最高榮譽演技大賞及10大明星賞（錢的戰爭）
- 2008年：第44屆百想藝術大賞－電視劇部門最佳男演員 （錢的戰爭）
- 2016年：KBS演技大賞－男子最優秀演技賞（鄰家律師趙德浩）

## 外部連結
- 韓國官方網站 （英文）（日語）
- パク・シニャン公式ファンクラブ（日語）
- 朴新陽的X（前Twitter）